# ستيفان بيرسون
ستيفان بيرسون (بالسويدية: Stefan Persson) (ولد في 4 أكتوبر 1947) هو رجل أعمال سويدي والرئيس الحالي والمساهم الرئيسي في شركة أزياء إتش آند أم التي أسسها والده إرلينغ بيرسون. استلم ستيفان الشركة في 1982 وعمل بمنصب المسؤول التنفيذي الأول إلى عام 1998. وتقدر ثورة ستيفان بنحو 26 مليار وهو ثامن أغنى رجال بالعالم وفق مجلة فوربس.

## روابط خارجية
- ستيفان بيرسون على موقع الموسوعة البريطانية (الإنجليزية)
- ستيفان بيرسون على موقع مونزينجر (الألمانية)